# Enzym giới hạn
Enzyme giới hạn (restriction enzyme, RE) là một enzyme endonuclease có vị trí nhận biết điểm cắt DNA đặc hiệu. Những enzyme này phân huỷ liên kết phosphodiester của bộ khung DNA mạch đôi mà không gây tổn hại đến bases. Các liên kết hóa học mà bị enzyme này cắt có thể được nối trở lại bằng loại enzyme khác là các ligases, vì thế các phân đoạn giới hạn (sản phẩm của phản ứng cắt RE) mà bị cắt từ các nhiễm sắc thể hoặc gene khác nhau có thể được ghép cùng nhau nếu có trình tự đầu dính bổ sung với nhau (xem chi tiết phía dưới). Nhiều kỹ thuật sinh học phân tử và kỹ thuật di truyền đều dựa vào các enzyme giới hạn. Thuật ngữ giới hạn xuất phát từ việc các enzyme này được khám phá từ các chủng E. coli mà đang hạn chế sự phát triển của các ²thực khuẩn thể". Vì thế enzyme giới hạn được cho là cơ chế của vi khuẩn nhằm ngăn chặn sự tấn công của virus và giúp loại bỏ các trình tự của virus.

## Phân loại enzyme giới hạn
Các nhà sinh hóa chia enzyme cắt giới hạn nói chung thành ba loại, gọi là Loại I, Loại II và Loại III. 
Đối với hai loại I và III, cả hoạt tính phân giải nucleic acid hay phân giải nhóm methyl đều thực hiện chung bởi một phức hợp enzyme lớn. Mặc dù những enzyme thuộc hai loại này cũng nhận biết những trình tự DNA đặc hiệu, vị trí cắt thường cách xa vị trí nhận biết, có khi đến cả trăm base. Chúng cũng cần ATP để hoạt động. Những enzyme này bắt đầu bằng việc kiểm tra tình trạng methyl hóa của 2 adenine trong vùng nhận biết. Nếu cả hai adenine đều không được methyl hóa (dấu hiện cho thấy đây là DNA ngoại lai), phức hợp enzyme thay đổi cấu hình và thực hiện hoạt tính phân giải. Tuy nhiên, nếu một trong hai adenine được methyl hóa, chứng tỏ là DNA của tế bào, enzyme khi đó sẽ thực hiện chức năng của một enzyme methyl hóa cho gốc adenine còn lại để duy trì sự ổn định cho DNA bộ gene.
Với enzyme giới hạn loại II, chức năng phân giải của nó không liên quan đến chức năng methyl hóa hay phân giải nhóm methyl, và vị trí cắt cũng nằm ngay bên trong hay kế cạnh vị trí nhận biết. Ngày nay người ta biết rất nhiều enzyme khác nhau loại này và chúng là một trong những công cụ sinh học phân tử thiết yếu, đặc biệt thường gặp trong các ứng dụng dòng hóa gene hay phân tích DNA.

## Vị trí điểm cắt
Enzyme giới hạn chỉ cắt các trình tự lặp đối xứng khi đọc theo chiều 5´-3´ trên mạch DNA (palindrome) gọi là trình tự nhận biết. Vị trí điểm cắt của enzyme giới hạn có thể nằm trong hoặc ngoài trình tự nhận biết này.
Một số enzyme tạo ra các vết cắt trên mạch đối diện tức thời, tạo ra các đoạn DNA "đầu bằng (blunt)". Hầu hết các en đều tạo ra các vết cắt hơi chéo nhau (hình chữ chi), tạo ra các "đầu dính". Các enzyme giới hạn có ba chức năng quan trọng, mỗi chức năng cắt DNA bằng các cơ chế khác nhau.

## Đoạn bổ sung và đoạn nối
Vì các enzyme giới hạn khác nhau ở các trình tự nhận biết và điểm cắt, nên chiều dài và trình tự chính xác của đầu dính "nhô ra", cũng như không biết nó có phải là mạch đầu 5' hay đầu 3' mà những phần nhô ra phụ thuộc vào enzyme tạo ra sản xuất ra nó. Tính bổ sung giữa những phần nhô ra và các trình tự bổ sung cho phép hai phân đoạn có thể nhập lại với nhau hay "splice" bởi DNA ligase. Phân đoạn có đầu dính có thể được gắn không chỉ với phân đoan lúc mới bị cắt đầu tiên, mà còn với bất kỳ phân đoạn nào mà có đầu dính thích hợp. Kiến thức về điểm cắt cho phép các nhà sinh học phân tử dự đoán được cách mà các phân đoạn có thể gắn kết và từ đó, có thể chọn ra enzyme thích hợp.

## Cách sử dụng
See the main article on restriction digests.
Các trình tự nhận biết điển hình dài từ 4-12 nucleotide. Do chỉ có một số cách để sắp xếp 4 nucleotide—A, C, G và T-- thành 4 hoặc 8 hoặc 12 trình tự nucleotide, nên các trình tự nhận biết có khuynh hướng "crop up" bằng cách thay đổi bất kỳ trình tự dài nào. Hơn nữa, RE đặc hiệu với hàng trăm trình tự đã được nhận dạng và tổng hợp để cung cấp cho các phòng thí nghiệm. Kết quả, "các điểm giới hạn" tiềm ẩn xuất hiện trong hầu hết các gene hoặc nhiễm sắc thể. Trong khi đó, trên các "plasmid" nhân tạo thường bao gồm đoạn nối "linker" chứa hàng tá trình tự nhận biết RE bên trong đoạn DNA rất ngắn. Vì thế, dù một gene có được khảo sát dưới dạng nào, gần như người ta luôn luôn có thể tìm ra một hay một vài trình tự nhận biết để xử lý nó bằng enzyme giới hạn nhằm phục vụ cho mục đích dòng hóa.

## Nhiều trình tự nhận biết là palindromic
Các trình tự nhận biết rất đa dạng, một số trong chúng là palindromic; đó có nghĩa là trình tự trên một chuỗi đọc theo chiều ngược lại với chuỗi bổ sung. Nghĩa của "palindromic" trong bài này khác với những gì được mong đợi trong cách sử dụng của nó: GTAATG không phải là trình tự DNA palindromic, mà là GTATAC.

## Tên gọi
Enzym giới hạn được gọi tên dựa vào vi khuẩn mà chúng được phân lập theo cách dưới đây 
| E  | Escherichia      | (giống)                 |
| co | coli             | (loài)                  |
| R  | RY13             | (chủng)                 |
| I  | First identified | Order ID'd in bacterium |

## Thí dụ minh hoạ
```
Enzyme	 Source	                 Recognition Sequence  Cut
```

```
EcoRI
   
Escherichia coli
	      5'GAATTC              5'---G     AATTC---3'          
                                   3'CTTAAG	         3'---CTTAA     G---5'
```

```
BamHI   Bacillus amyloliquefaciens 5'GGATCC              5'---G     GATCC---3'
                                   3'CCTAGG              3'---CCTAG     G---5'
```

```
HindIII Haemophilus influenzae     5'AAGCTT              5'---A     AGCTT---3'
                                   3'TTCGAA	         3'---TTCGA     A---5'
```

```
MstII   Microcoleus species        5'CCTNAGG
                                   3'GGANTCC	
```

```
TaqI    
Thermus aquaticus
          5'TCGA                5'---T   CGA---3'
                                   3'AGCT	         3'---AGC   T---5'
```

```
NotI    Nocardia otitidis          5'GCGGCCGC
                                   3'CGCCGGCG	
```

```
HinfI   Haemophilus influenzae     5'GANTC
                                   3'CTNAG
```

```
AluI*   Arthrobacter luteus        5'AGCT                5'---AG  CT---3'	
                                   3'TCGA                3'---TC  GA---5'	
* = đầu bằng
```